# Pseodorhinotia melanicephala
Pseodorhinotia melanicephala is een keversoort uit de familie Belidae. De wetenschappelijke naam van de soort is voor het eerst geldig gepubliceerd in 1839 door Carl Henrik Boheman.